# Scaptomyza cuspidata
Scaptomyza cuspidata är en tvåvingeart som beskrevs av Hardy 1965. Scaptomyza cuspidata ingår i släktet Scaptomyza och familjen daggflugor. Inga underarter finns listade i Catalogue of Life.